# Codice Guta-Sintram

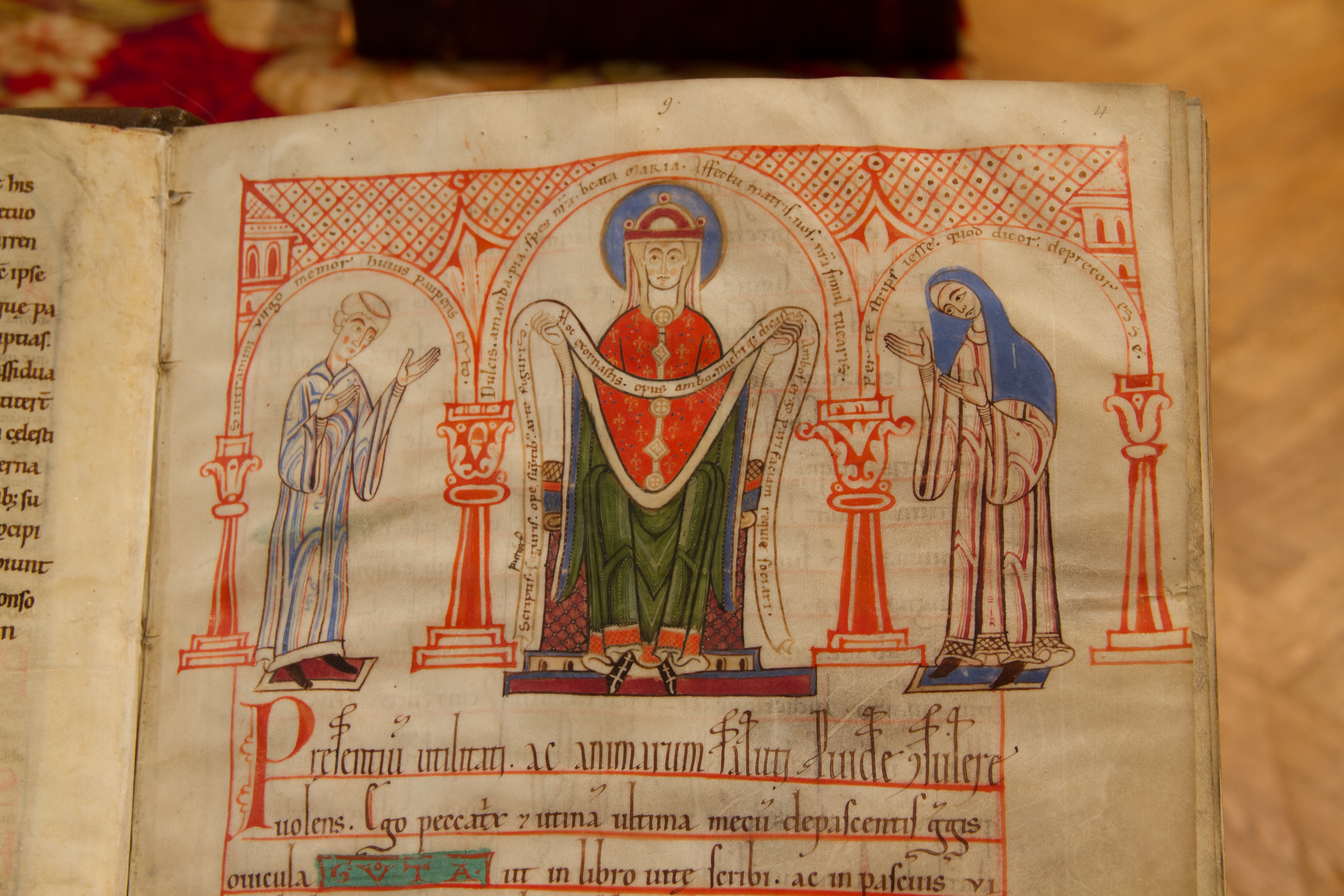
Particolare del fol. 9r raffigurante Sintram (a sinistra) e Guta (a destra) in adorazione di Maria.

Il Codice Guta-Sintram è un manoscritto miniato realizzato in Alsazia nel 1154.
Fu concepito e generato da due religiosi agostiniani, la suora Guta von Schwarzenthann e il frate Sintram di Marbach, che vi si dedicarono nel monastero di Marbach, a poca distanza da Vœgtlinshoffen. La calligrafia è opera di Guta, mentre Sintram ha curato la decorazione del libro con immagini fuori testo e le numerose grandi e piccole iniziali. Il lavoro fu dedicato a Maria Vergine. 
Questo libro di preghiere fu utilizzato dalle suore del monastero di Schwarzenthann e fu, nel corso del Medioevo, libro di consultazione per la vita quotidiana, quasi un almanacco per l'uso del calendario, il calcolo della data locale, per suggerimenti di vita e di medicina, così come per il Martyrologium. 
Il codice Guta-Sintram è oggi conservato presso la Bibliothèque du Grand Séminaire a Strasburgo.